# Renault 5 E-Tech
Renault 5 E-Tech Electric — електричний хетчбек B-сегменту, що буде випускатися компанією Renault з 2024 року.
Натхненний стилістикою оригінального Renault 5, 5 E-Tech був попередньо представлений концепт-каром, показаним у січні 2021 року, а серійна модель була офіційно представлена на Женевському міжнародному автосалоні в лютому 2024 року.

## Історія

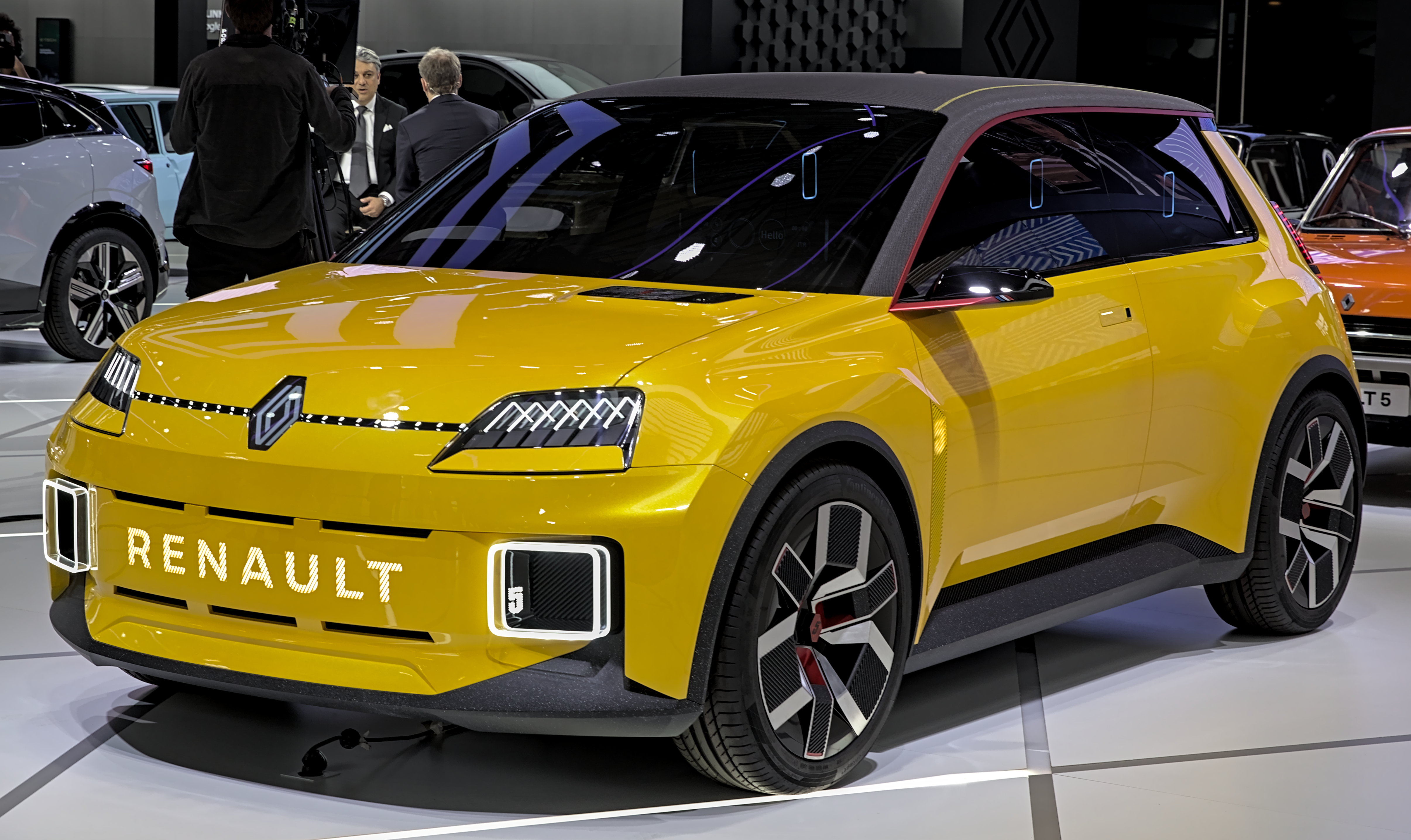
Прототип на IAA 2021

У 2021 році був представлений концепт відродженого Renault 5, який потім стане серійною моделлю в 2024 році.

## Двигуни
Автомобіль пропонується з електромоторами потужністю від 95 к.с. до 150 к.с. із запасом ходу до 400 км.

## Конструкція
Електромобіль має довгасті фари, короткі звиси, приховані ручки задніх дверей та великий кут нахилу задніх стійок даху. На капоті розташований індикатор заряду акумулятора, стилізований під повітрозабірник оригінального Renault 5.

## Виробництво

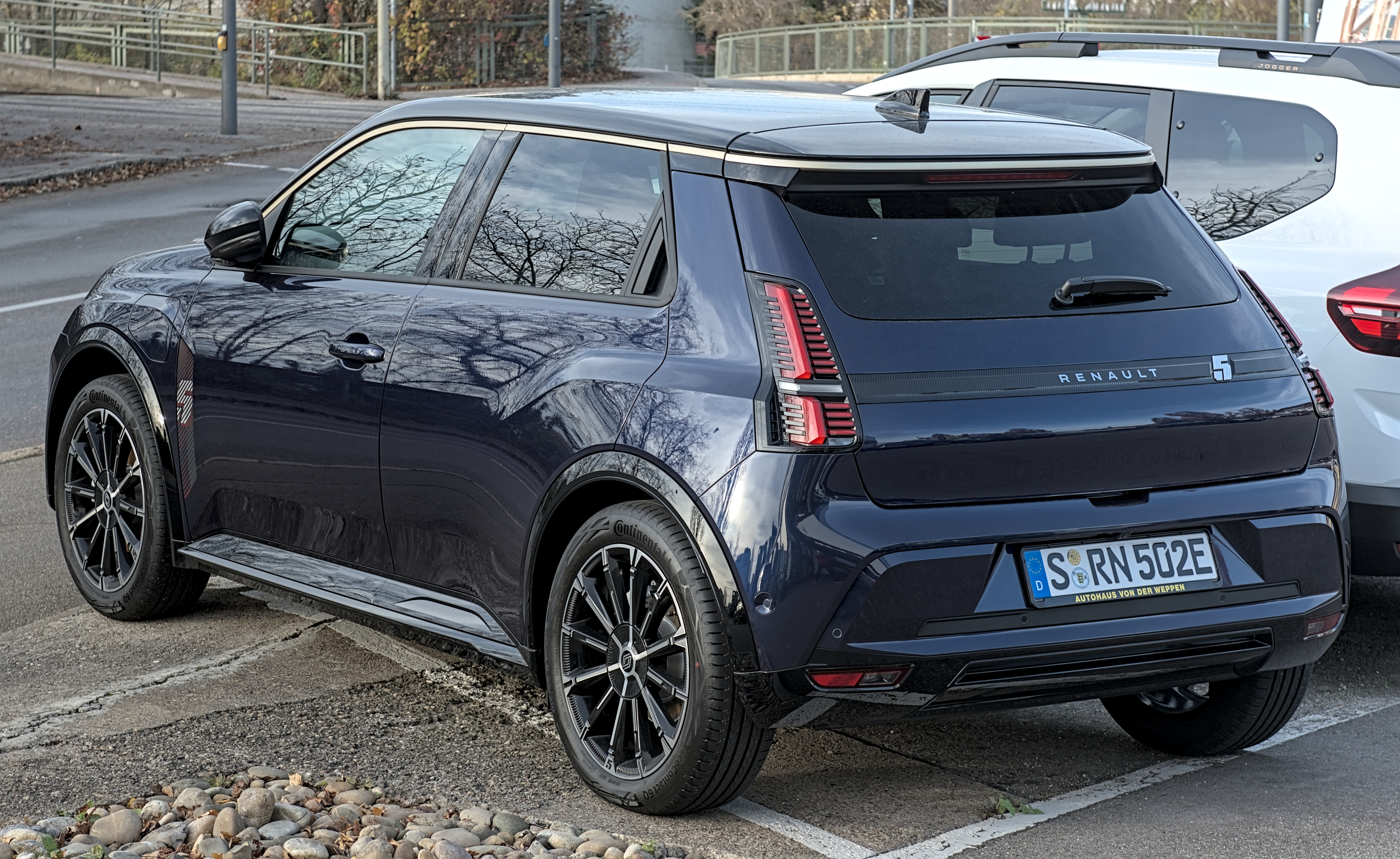

Renault 5 E-Tech виробляється на фабриці Renault ElectriCity, сформованому на заводах Дуе, Мобеж та Рюїц на півночі Франції; збірка відбувається в Дуе, з використанням компонентів, побудованих у Рюїц, і двигуна з Клеона. 

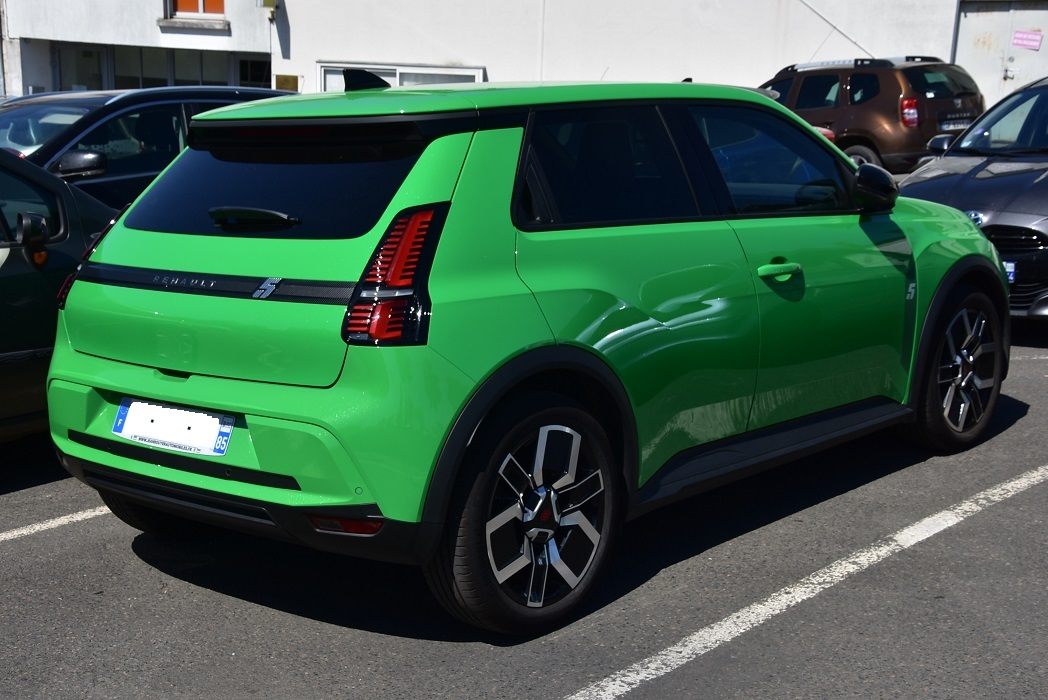
вид ззаду, на парковці

Передсерійні прототипи R5 були побудовані на заводі Техноцентр (Technocentre) поблизу Парижа, який імітує виробничий процес звичайних заводів. Понад 60 одиниць R5 були побудовані для випробувань і валідації перед початком великомасштабного виробництва.

## Дизайн

### Дизайн екстер'єру

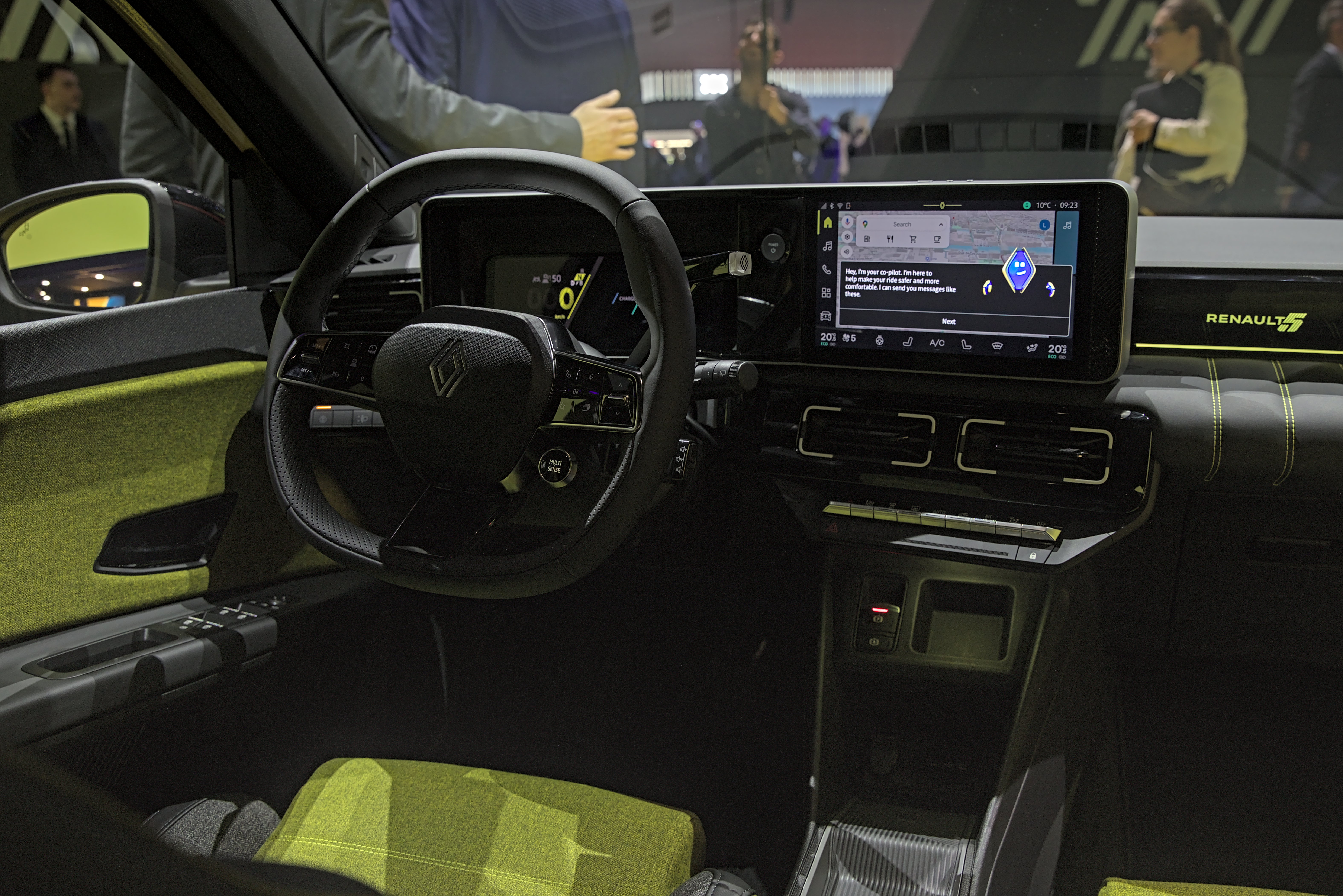
Панель приладів R5 E-Tech

Жиль Відаль, директор з дизайну Renault, відкинув ідею зробити електричний R5 «вінтажним» автомобілем, незважаючи на наявність безлічі естетичних елементів і деталей, що нагадують R5 1970-х і 1980-х років.
Таким чином, на місці вентиляційного отвору на капоті, який був помітним на оригінальному R5, в цій моделі перетворюється в індикатор заряду акумулятора, кожна з 5 поділок індикатора відповідає 20% заряду. Крім того, металевий жолоб замінюється червоним окантуванням навколо даху. Виштампування на крилах і форма задніх ліхтарів також нагадують R5 Turbo і Supercinq.
На момент запуску це буде єдиний Renault, який отримає не логотип виробника на задньому багажнику, а літери RENAULT, інтегровані в хромовану накладку, а далі — цифра 5. Всі версії отримують 18-дюймові колісні диски. Та, Renault 5 E-Tech Electric використовує свій світловий знак, щоб підморгувати, коли його власник наближається.

### Панель приладів і технології
Електромобіль оснащений 7- або 10-дюймовою цифровою панеллю приладів залежно від рівня комплектації, а також 10-дюймовим центральною інформаційно-розважальною системою від Google з голосовим помічником під назвою Reno.
Права сторона і прямокутне поєднання двох екранів відсилають до вигляду оригінального R5.

### Аксесуари
Renault продає серію аксесуарів паралельно з випуском 5 E-Tech Electric, включаючи плетений тримач для багета, виготовлений французьким майстром, який може кріпитися у салоні й послугувати тримачем для квітів.

## Модифікації
На момент запуску Renault 5 E-Tech Electric доступний у таких комплектаціях:
- R5 Techno (Техно)
- R5 Iconic Five (Культова п'ятірка)

Також анонсовані більш доступні версії, включаючи R5 Evolution.

### Колекції
- Iconic Five (на момент запуску)
- Roland-Garros (незабаром)

### Кольори кузова
Кольори Pop Yellow та Pop Green перегукуються з оригінальним забарвленням Renault 5. Також будуть доступні двоколірні комбінації.
- Jaune Pop (Жовтий)
- Vert Pop (Зелений)
- Bleu Nocturne (Темно-синій)
- Noir Étoilé (Зоряно-чорний)
- Blanc Nacré (Перлинно-білий)

Кольори на презентації R5 E-Tech Electric
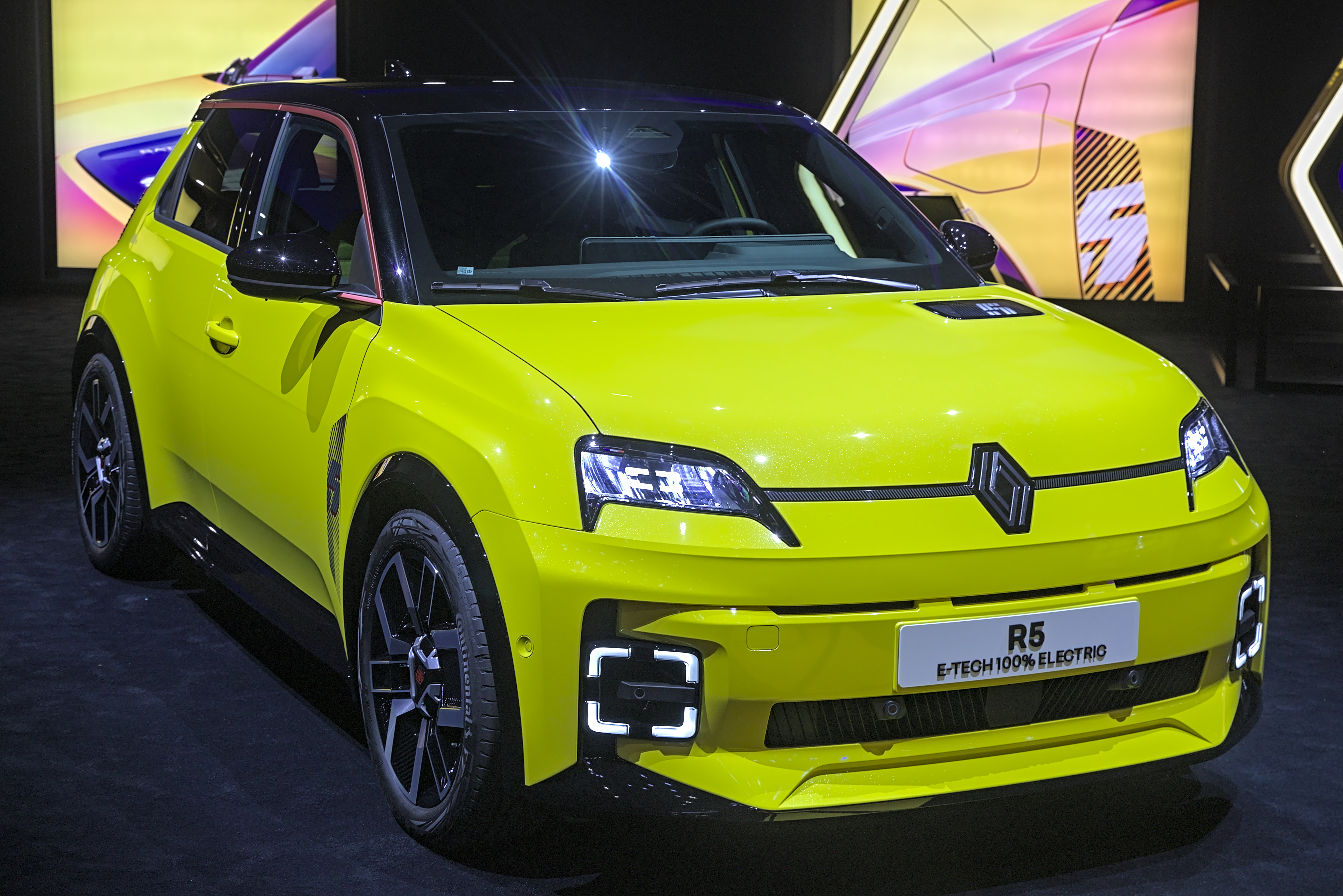
Jaune Pop
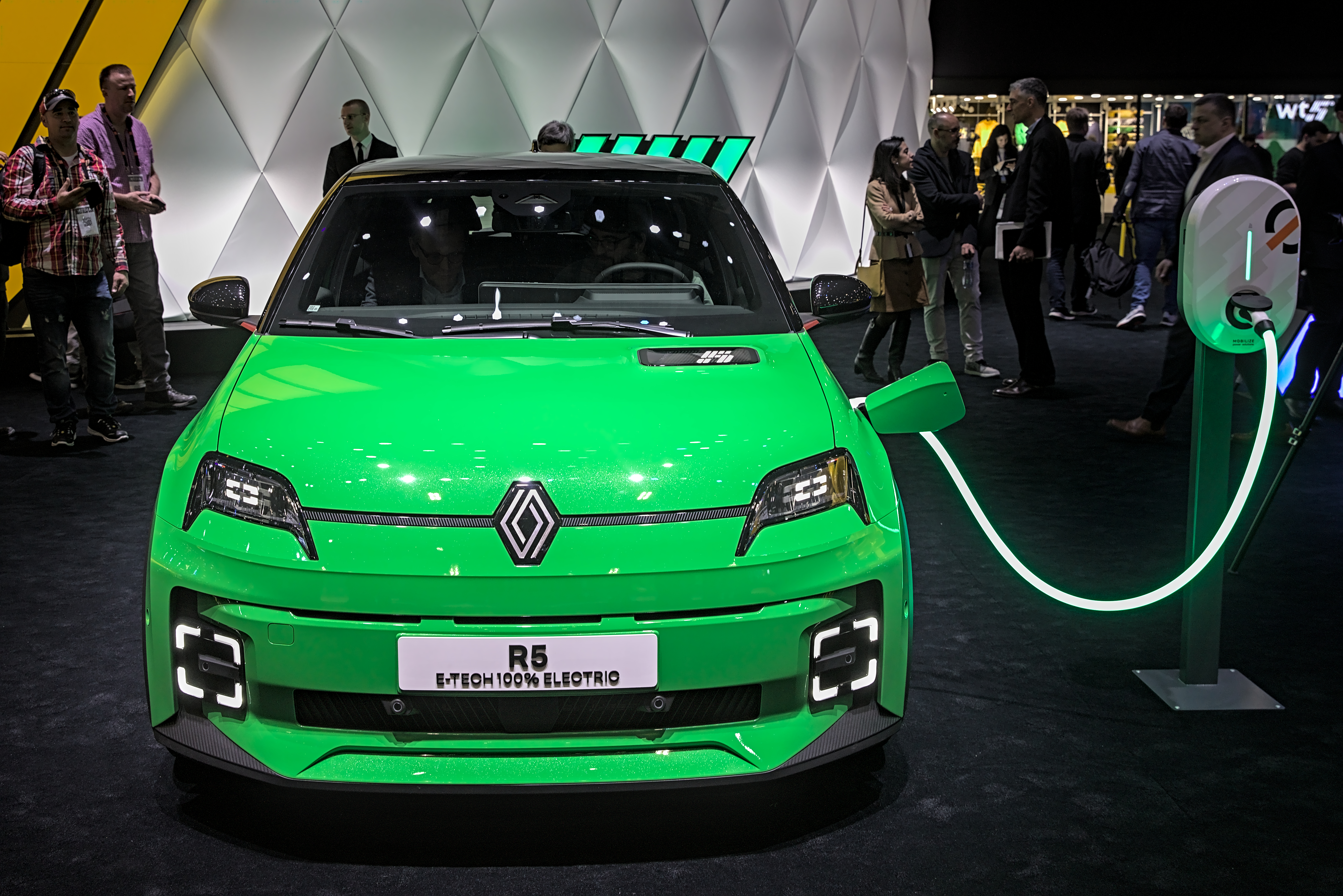
Vert Pop
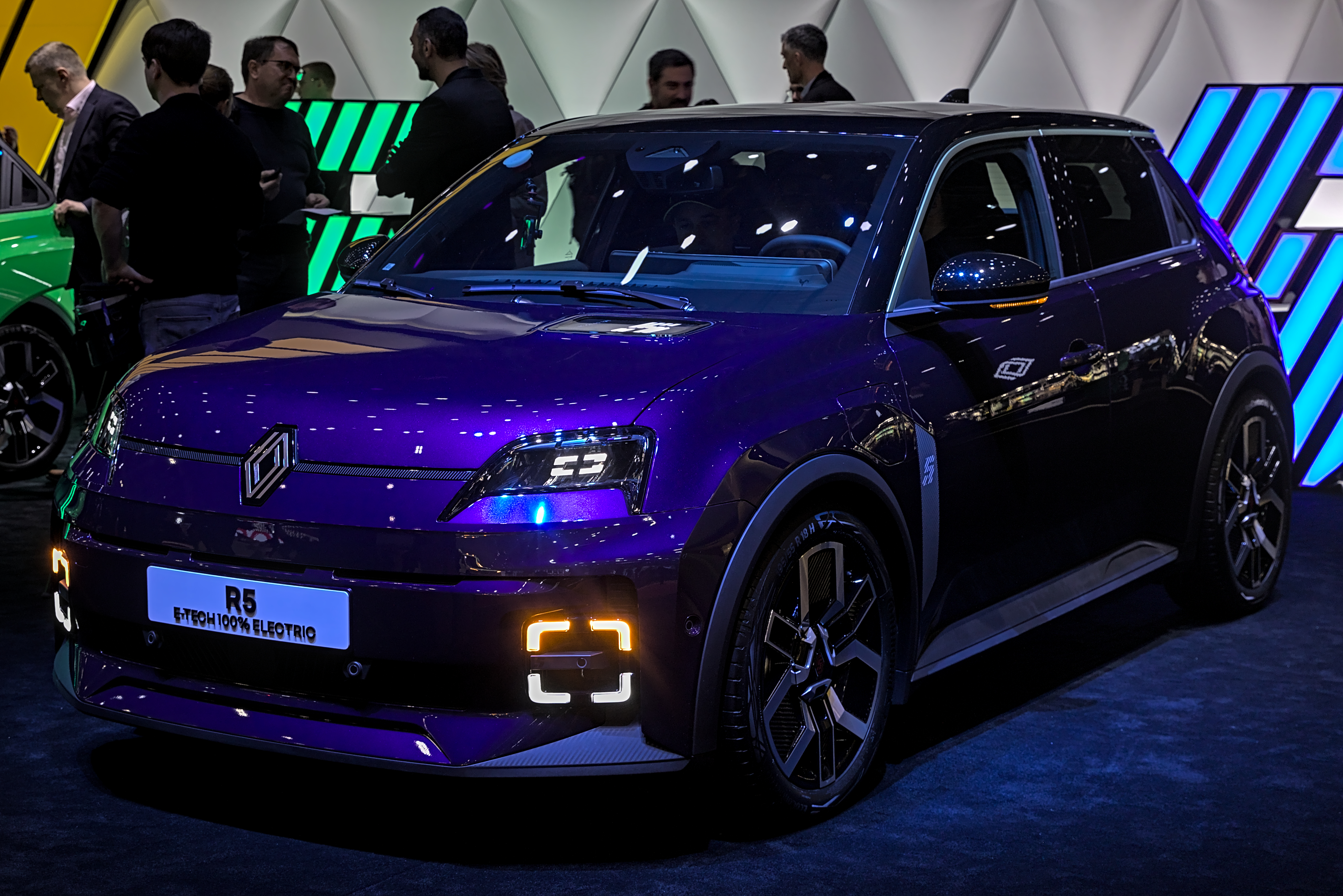
Bleu Nocturne

### Alpine A290

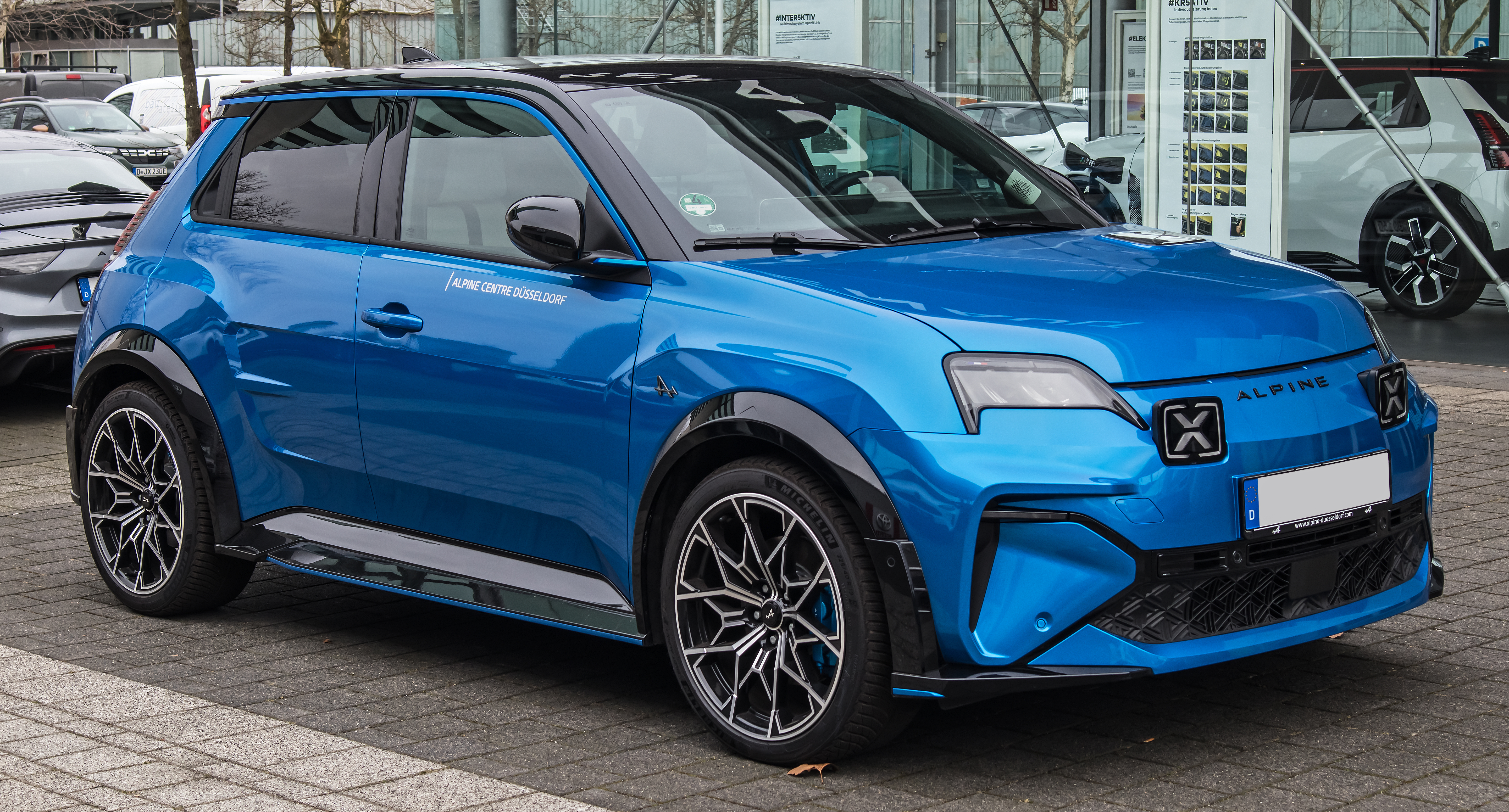
Alpine A290

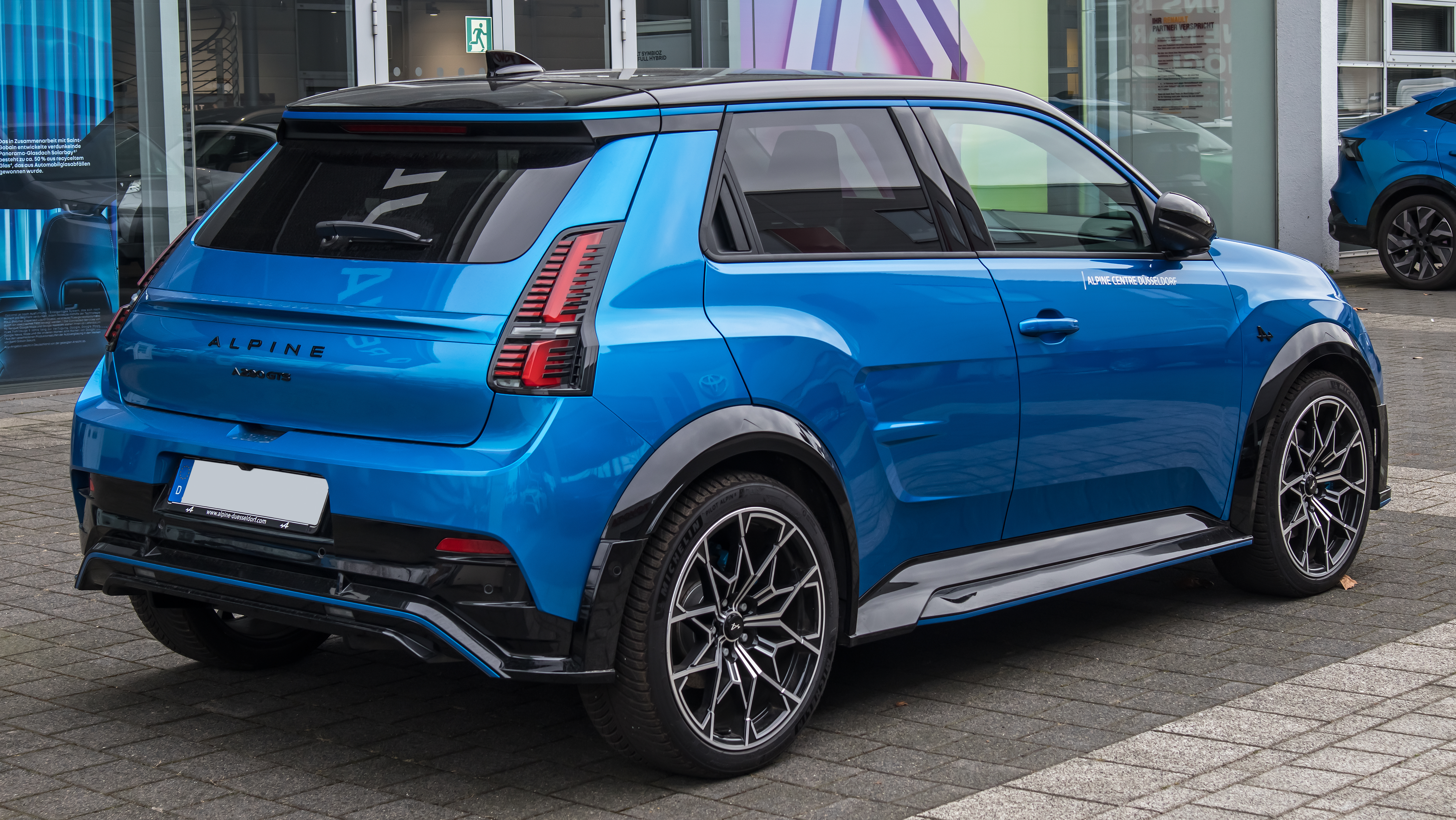

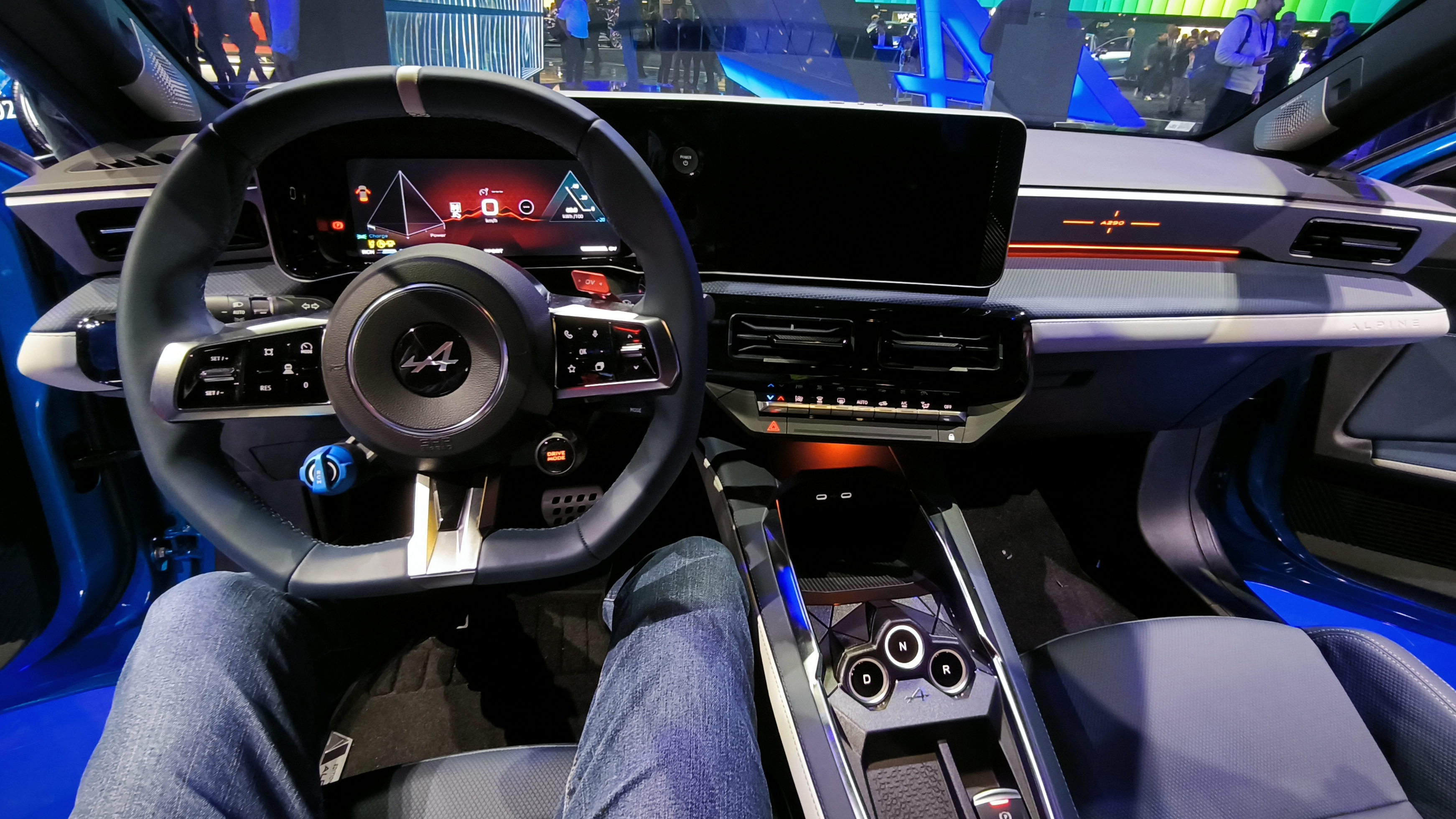

Планується випуск високопродуктивного варіанту під брендом Alpine, який буде використовувати більш потужний тяговий двигун від Mégane E-Tech, потужністю 160 кВт (210 к. с.). Очікується, що варіант Alpine збереже передньомоторне передньопривідне компонування Renault 5 E-Tech, але колія буде ширшою для більш спортивного вигляду.
9 травня 2023 року Alpine представила концепт-кар A290_β, який попередньо презентував майбутню серійну модель. Однак перед офіційним дебютом дві фотографії моделі випадково просочилися у відкритий доступ

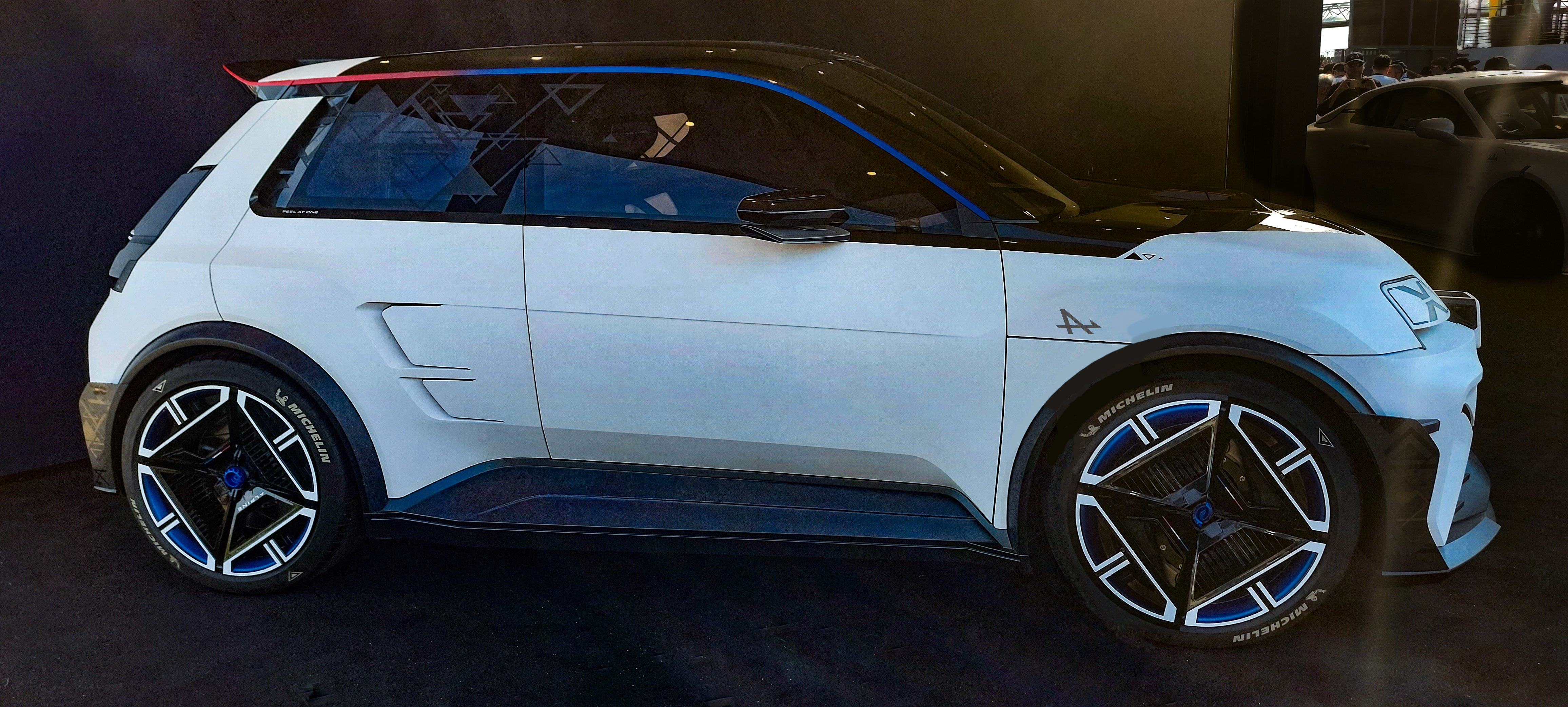
Alpine A290_β

Серійний A290 був представлений 13 червня 2024 року перед 24 годинами Ле-Мана.  Дизайн ідентичний концепту. Базовий GT Premium оснащений електродвигуном потужністю 130 кВт (180 к.с.), тоді як більш потужний GTS має електродвигун потужністю 160 кВт (220 к.с.) від Mégane E-Tech, який розганяється до 100 км/год за 6,4 секунди. Акумулятор має ємність 52 кВт/год і запас ходу 380 км.